# Bisdom Wagga Wagga

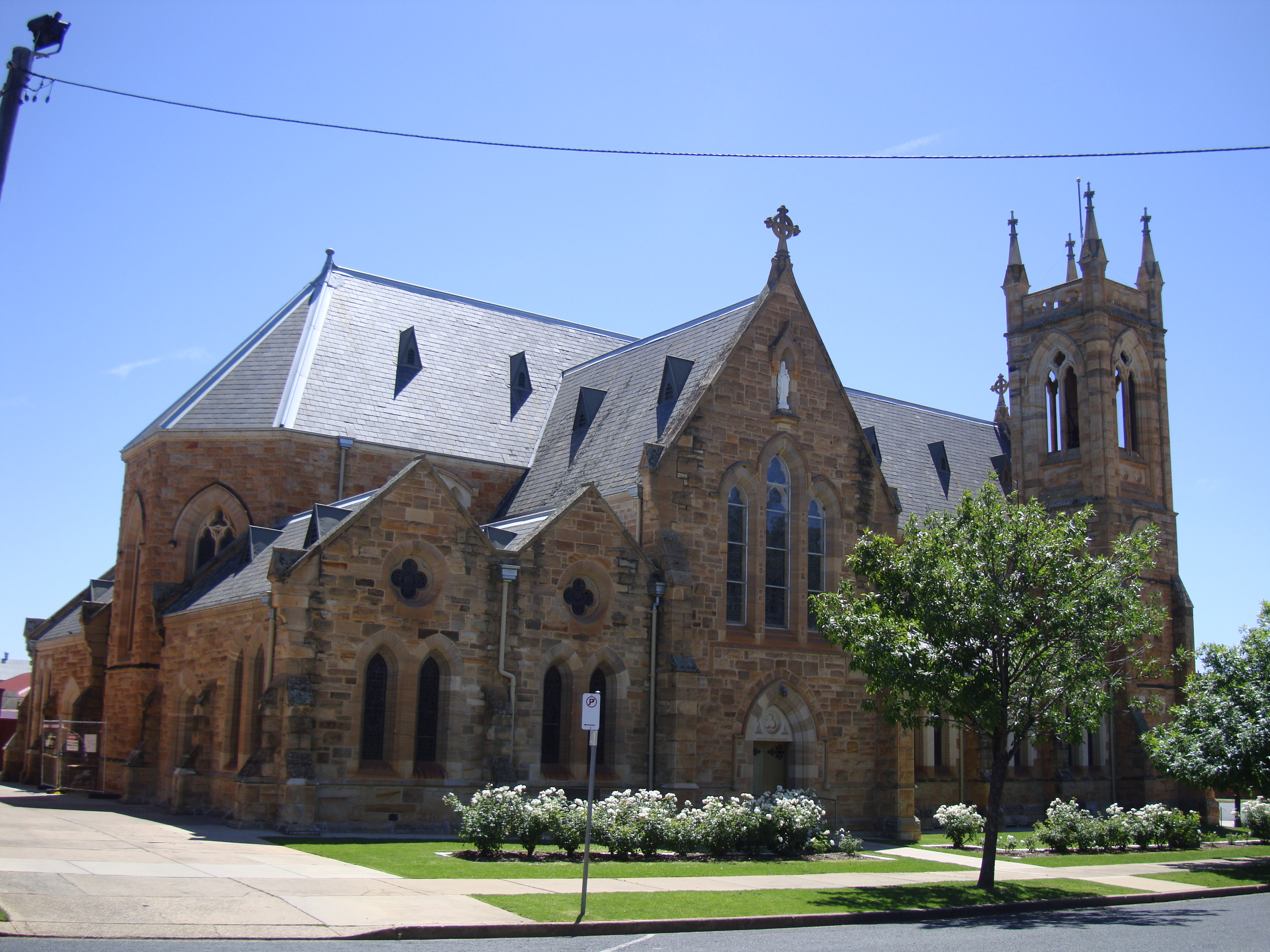
Sint Michaelskathedraal van Wagga Wagga

Het bisdom Wagga Wagga (Latijn: Dioecesis Corvopolitanus; Engels: Diocese of Wagga Wagga) is een op 28 juli 1917 gesticht bisdom in Australië, dat werd losgemaakt uit het bisdom Goulburn. De eerste bisschop van Wagga Wagga werd benoemd in maart 1918. Het is suffragaan aan het aartsbisdom Sydney. De bisschopszetel is gevestigd in de stad Wagga Wagga in New South Wales. De kathedraal is gewijd aan de aartsengel Michaël.
In 1950 telde het diocees ongeveer 108.000 inwoners, waarvan 24.000 katholieken (circa 22%). In 2004 was het aantal inwoners gestegen tot 206.000 en het aantal katholieken tot 62.000 (ongeveer 30%). Het aantal priesters steeg in dezelfde periode van 41 naar 57.

## Bisschoppen
1. Joseph Wilfrid Dwyer (1918-1939)
2. Frances Agostino Henschke (1939-1968)
3. Francis Patrick Carroll (19681983)
4. William John Brennan (1984-2002)
5. Gerard Joseph Hanna (sinds 2002)